# 香港大酒店

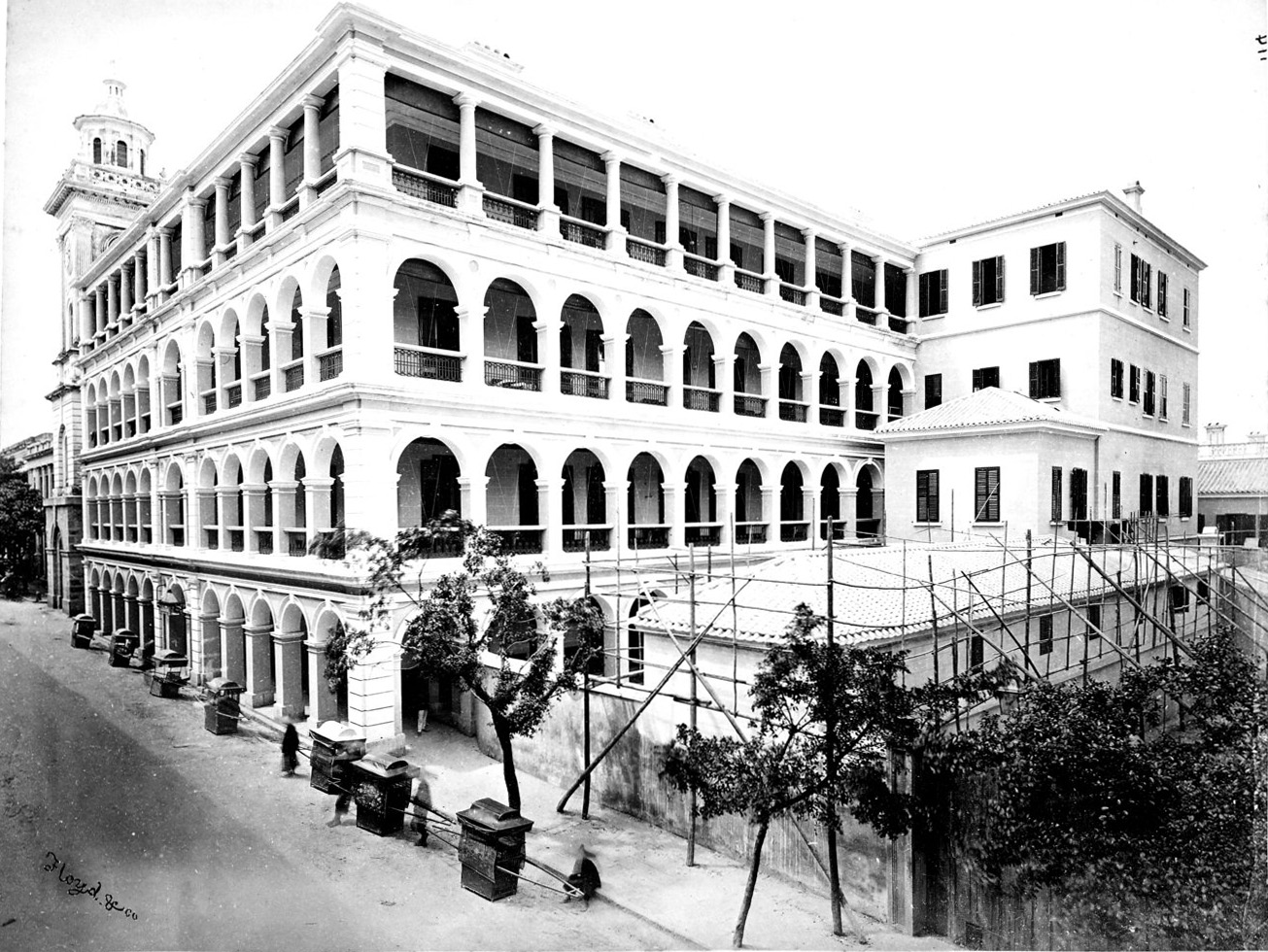
香港大酒店啟用時的大樓，樓高4層（約1870年）

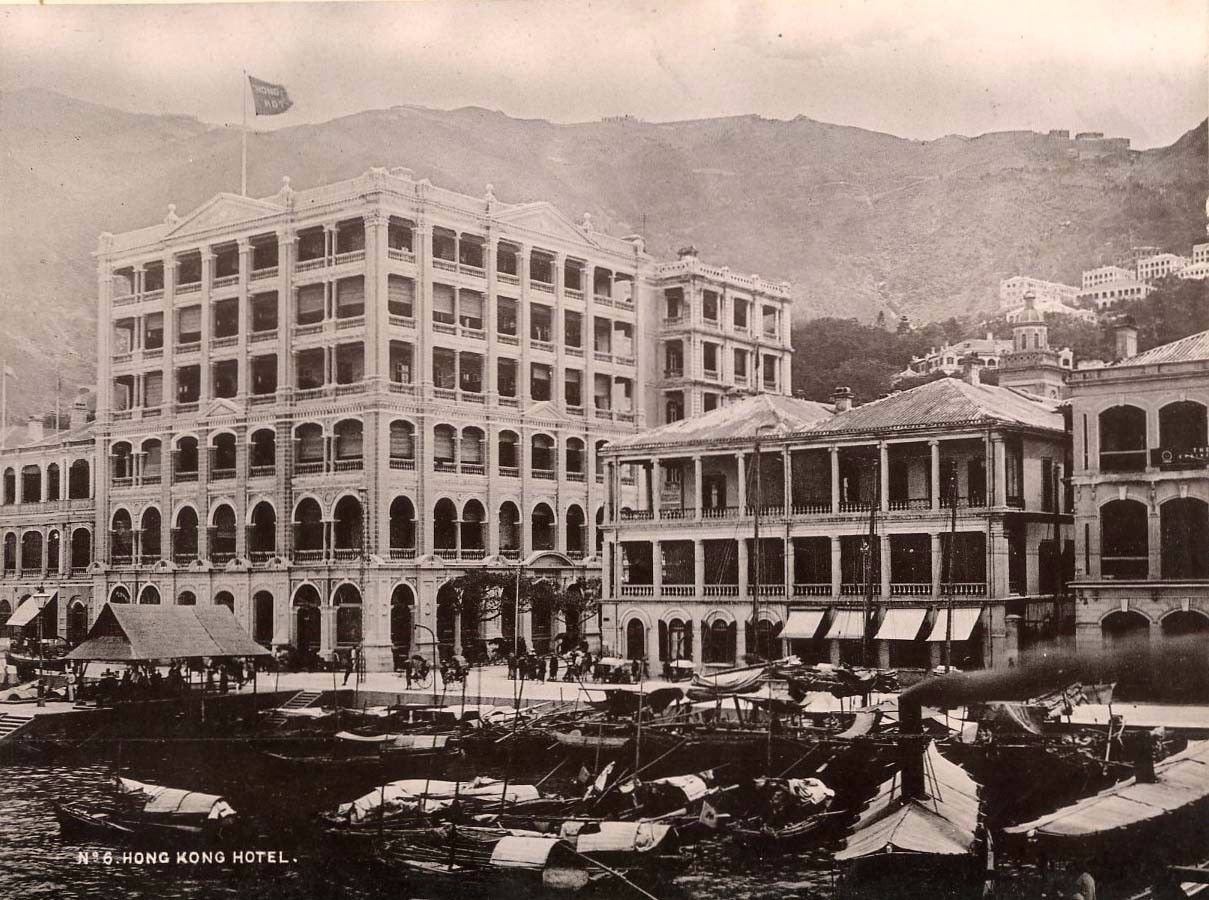
臨海擴建的酒店北翼（左），樓高6層（1880年代）

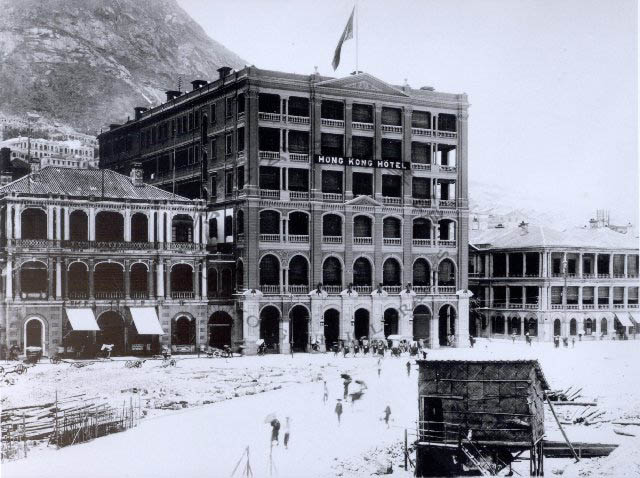
海旁原址填海後的香港大酒店北翼（約1900年）

香港大酒店是香港開埠以來的第一間五星級酒店建築物，位於中環皇后大道和畢打街交界，畢打街鐘樓附近，是告羅士打大廈及中建大廈的位置前身。

## 历史
香港大酒店原址臨海，於1868年啟用，前身為顛地洋行。酒店原樓高四層，後加建成六層，曾經是當時香港最高的建築。
酒店幾經轉手，最後由香港上海大酒店大股東所擁有。當時同行競爭對手是建於太平山爐峰峽的山頂酒店（即山頂廣場現址），配合剛啟用的山頂纜車，以山頂風景作賣點。
1893年，酒店擴建了北翼部份，沿畢打街延伸至海傍（即今德輔道中），位置約為現今告羅士打大廈，前接畢打碼頭之上船位置。此外，酒店於1900年成為了香港首幢安裝升降機的建築，由美國奧的斯電梯公司安裝，其運作所使用的電力由附近的雪廠街發電廠供應。
大酒店於1926年1月1日發生大火災，正門一架電梯突然洩漏電火，焚著油渣，電火沿電梯向上燒，更蔓延至6樓並燒通頂，焚燒達數小時，一名英籍救火水兵傷重死亡。
酒店北翼因火災損毀嚴重，地段其後賣予置地公司，於1932年重建為告羅士打行。
酒店於1952年結業拆卸，其後該集團於九龍的半島酒店取代了其地位。

## 外部連結
- 港識多史 WeToastHK：【香港酒店】兩間已消失的高級酒店 （页面存档备份，存于）（有關香港大酒店1926年火災的剪報）